# Kanton Chazelles-sur-Lyon
Kanton Chazelles-sur-Lyon (francouzsky Canton de Chazelles-sur-Lyon) je francouzský kanton v departementu Loire v regionu Rhône-Alpes. Tvoří ho 10 obcí.

## Obce kantonu
- Châtelus
- Chazelles-sur-Lyon
- Chevrières
- La Gimond
- Grammond
- Maringes
- Saint-Denis-sur-Coise
- Saint-Médard-en-Forez
- Viricelles
- Virigneux